# FLAC
FLAC (англ. Free Lossless Audio Codec — вільний аудіокодек без втрат) — аудіокодек для стиснення аудіо зі 100% збереженням оригінального звукового потоку. На відміну від таких кодеків, як MP3, WMA чи Ogg Vorbis, FLAC забезпечує т.зв. стиснення без втрат (англ. lossless), тобто під час розпакування звукові дані залишаються повністю ідентичним до початкового файлу перед стисненням. FLAC також включає можливість перевірки точності даних завдяки збереженню у файлі відбитку MD5 оригінальних даних.
FLAC є вільним форматом: його використання не вимагає виплат роялті, специфікації є відкритими та його основна реалізація є вільним програмним забезпеченням.
Розвиває цей кодек Xiph.Org Foundation.

## Відомості про формат

### Аудіопотік
Основними частинами потоку є:
- Рядок з чотирьох байтів «fLaC»
- Блок метаданих STREAMINFO
- Інші необов'язкові блоки метаданих
- Аудіофрейми

Перші чотири байти ідентифікують потік FLAC. Наступні за ними метадані містять інформацію про потік, потім йдуть стиснуті звукові дані.

### Метадані
Станом на 10.03.2010 в libflac-1.2.1 визначені такі типи блоків: StreamInfo, Padding, Application, SeekTable, VorbisComment, CueSheet, Picture, Unknown. Блоки метаданих можуть бути будь-якого розміру, додавання нових блоків не викликає труднощів. Невідомі блоки метаданих декодер пропускає.
Блок STREAMINFO — обов'язковий. У ньому містяться дані, що дозволяють декодеру налаштувати буфер, дискретизації, кількість каналів, кількість біт на семпл і кількість семплів. Також в блок записується підпис MD5 не стиснених аудіо даних. Це корисно для перевірки всього потоку після його передачі.
Інші блоки призначені для резервування місця, зберігання таблиць точок пошуку, тегів, список розмітки аудіодисків, а також даних для конкретних додатків. Опції для додавання блоків PADDING або точок пошуку наведені нижче. FLAC не потребує точок пошуку, проте вони дозволяють значно збільшити швидкість доступу, а також можуть бути використані для розміщення міток в аудіо редакторах.
Точний опис структур стандартних блоків можна знайти в файлі format.h бібліотеки libflac, доступною на сайті формату.

### Аудіодані
За метаданими слідують стислі аудіодані. Метадані та аудіо не чергуються. Як і більшість кодеків, FLAC ділить вхідний потік на блоки і кодує їх незалежно один від одного. Блок запаковується у фрейм і додається до потоку. Базовий кодер використовує блоки постійного розміру для всього потоку, однак формат передбачає наявність блоків різної довжини в потоці.

### Розбиття на блоки
Розмір блоку - дуже важливий параметр для кодування. Якщо він занадто малий, то в потоці буде надто багато заголовків фреймів, що зменшить рівень стиснення. Якщо ж розмір великий, то кодер не зможе підібрати ефективну модель стиснення. Розуміння процесу моделювання допоможе вам збільшити рівень стиснення для деяких типів вхідних даних. Зазвичай під час використання лінійного прогнозування на аудіо з частотою дискретизації 44,1 кГц оптимальний розмір блоку лежить в діапазоні 2-6 тис. семплів.

### Міжканальна декореляція
Якщо на вхід надходять стереоаудіодані, вони можуть пройти через стадію міжканальної декореляції. Правий і лівий канал перетворюються до середнього і різницевому за формулами: середній = (лівий + правий) / 2, різницевий = лівий - правий. На відміну від joint stereo, що використовується в lossy-кодерах, в lossless-кодуванні цей процес не призводить до втрат. Для даних з аудіодисків це зазвичай призводить до значного збільшення рівня стиснення.

### Моделювання
На наступному етапі кодер намагається апроксимувати сигнал такою функцією, щоб отриманий після її вирахування з оригіналу результат (званий різницею, залишком, помилкою) можна було закодувати мінімальною кількістю бітів. Параметри функцій теж повинні записуватися, тому вони не повинні займати багато місця. FLAC використовує два методи формування апроксимацій:
- підгонка простого полінома до сигналу
- загальне кодування з лінійними предикторами (LPC).

По-перше, постійне поліноміальне пророкування (-l 0) працює значно швидше, але менш точно, ніж LPC. Чим вище порядок LPC, тим повільніше, але краще буде модель. Однак зі збільшенням порядку виграш буде все менш значним. В деякій точці (зазвичай близько 9) процедура кодера, що визначає найкращий порядок, починає помилятися і розмір одержуваних фреймів зростає. Щоб подолати це, можна використовувати повний перебір, що призведе до значного збільшення часу кодування.
По-друге, параметри для постійних предикторів можуть бути описані трьома бітами, а параметри для моделі LPC залежать від кількості біт на семпл і порядку LPC. Це означає, що розмір заголовка фрейму залежить від обраного методу і порядку і може вплинути на оптимальний розмір блоку.

### Залишкове кодування
Коли модель підібрана, кодер віднімає наближення з оригіналу, щоб отримати залишковий (помилковий) сигнал, який потім кодується без втрат. Для цього використовується та обставина, що різницевий сигнал зазвичай має розподіл Лапласа і є набір ентропійних кодів, що має назву кодування Райса, що дозволяє ефективно і швидко кодувати ці сигнали без використання словника.
Кодування Райса складається з знаходження одного параметра, що відповідає розподілу сигналу, а потім використання його для складання кодів. Зі зміною розподілу змінюється і оптимальний параметр, тому є метод, що дозволяє перераховувати його в разі потреби. Залишок може бути розбитий на контексти або розділи, у кожного з яких буде свій параметр Райса. FLAC дозволяє вказати, як потрібно проводити розбиття. Залишок може бути розбитий на 2  n  розділів.

### Складання фреймів
Аудіофрейму передує заголовок, який починається з коду синхронізації і містить мінімум інформації, необхідної декодеру для відтворення потоку. Сюди також записується номер блоку або семпли і восьмибітна контрольна сума самого заголовку. Код синхронізації, CRC заголовка фрейму і номер блоку/семплу дозволяють виконувати пересинхронізацію і пошук навіть під час відсутності точок пошуку. В кінці фрейма записується його шістнадцятибітна контрольна сума. Якщо базовий декодер виявить помилку, то буде згенерований блок тиші.

### Різне
Щоб підтримувати основні типи метаданих, базовий декодер вміє пропускати  теги ID3v1 і ID3v2, тому їх можна вільно додавати. Теги ID3v2 повинні розташовуватися перед маркером «fLaC», а теги ID3v1 - в кінці файлу.
Існують модифікації FLAC кодера: Improved FLAC encoder і Flake.

## Стандартизація

У грудні 2024 комітет IETF (Internet Engineering Task Force), що займається розвитком протоколів та архітектури інтернету, завершив формування RFC для вільного звукового кодека FLAC (Free Lossless Audio Codec), розробленого спільнотою Xiph.Org. Пов'язана з форматом специфікація опублікована під ідентифікатором RFC 9639. RFC отримав статус "Запропонованого стандарту" та описує існуючий стан формату стиснення FLAC, за винятком явного додавання підтримки 32-розрядного звуку та введення обмежень щодо його адаптації.
Передбачається, що публікація RFС спростить створення з нуля нових реалізацій декодувальника FLAC і дозволить відтворити підтримку формату для отримання доступу до звукових файлів, що збереглися, в далекому майбутньому, після того як формат FLAC і його реалізації виявляться в забутті. Раніше розробникам надавалася документація від проекту Xiph та еталонна реалізація, що містить усі необхідні деталі. З появою RFC вся інформація зведена в один документ, що позбавляє розробників необхідності звертатися до сирцевого коду еталонної бібліотеки або переглядати архіви списків розсилки в пошуках подробиць.
Кодек FLAC використовує методи кодування без втрати даних, що гарантує повне збереження початкової якості звукового потоку та його ідентичність з еталонним варіантом. Використовувані методи стиснення без втрат дозволяють зменшити розмір вихідного звукового потоку на 50-60%. FLAC є повністю вільним потоковим форматом, що передбачає не лише відкритість бібліотек з реалізацією функцій кодування та декодування, а й відсутність обмежень щодо використання та створення похідних варіантів. Код еталонних бібліотек розповсюджується під ліцензією BSD.

## Підтримка FLAC
Файли з розширенням .flac можна відкрити на комп'ютері, зокрема за допомогою таких програм:
- Roxio Easy Media Creator
- Jet Audio
- AIMP
- Adobe Audition
- VLC Media Player
- VUPlayer
- Winamp з підключеним модулем FLAC
- Windows Media Player з фільтрами Illiminable або CoreFLAC
- Sound Normalizer [Архівовано 9 грудня 2010 у Wayback Machine.]

Апаратно підтримується, зокрема, такими пристроями (список не повний):
- DUNE HD
- Weiss Minerva
- Blackberry
- Blacknote DSS 30
- Cowon
- DIGMA (Insomnia 5)
- Rio Karma
- ICONBIT HD390DVD; HD400L; HD400DVD
- iRiver, Gigabeat (Toshiba) (через прошивку RockBox)
- iAudio (Cowon)
- Ritmix (Meizu)
- SANSA
- TeXet (T-900, T-890, T-860, T-790, T-660, T-589, T-590, T-560)
- Transcend (MP 870, MP 860, MP 330)
- iPod (через прошивку RockBox)
- Networked Media Tank (Popcorn Hour — A100, A110, B110, C200)
- Explay
- Nationite S:Flo 2 (Teclast T51)
- Philips Xenium K700
- Hifiman HM-801
- Sony Ericsson W20i Zylo
- Samsung Galaxy S
- Samsung Galaxy S II
- Samsung Galaxy R
- Samsung Wave
- Samsung Wave II
- Sony Ericsson W20(Zylo)
- Sony Ericsson Xperia x10i
- Sony Ericsson Xperia Arc
- Oysters PMP-200
- Sony Ericsson Xperia Play
- Nokia N900 з пакетом OGG support
- Meizu M8
- Mystery MMD-584U
- Nokia N8, C7, C6-01, E7 (смартфони на Symbian^3, використовуючи FolderPlay 1.8)
- Nokia 5800 (смартфони на S60, використовуючи FolderPlay 1.8)